# 中国蝗災史

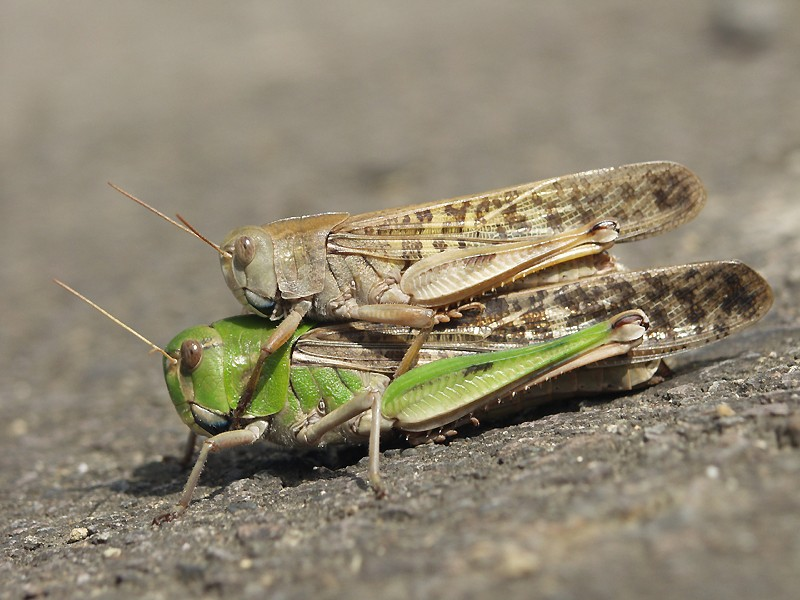
中国に被害を与えてきたトノサマバッタ

中国では、トノサマバッタによる大規模な農被害、いわゆる蝗害（蝗災）が天災の一つに数えられている。その存在は多くの資料に頻繁に見られ、地域規模ですべての食料を食い尽くしてしまう。これが民衆に与える被害は甚大なもので、餓死者が大量発生するのはもちろん、人肉を食うといった事態も多発した。国家や地方政権に与える影響も当然大きく、それまで続いていた戦争が勝敗・優劣に関係なく停止したり、時に民衆暴動が起こり王朝が崩壊する場合もあった。本記事ではこのような中国蝗災史について解説する。

## 概要
中国では昔から、蝗災（蝗害）・水災（水害）・旱災（旱魃）が3大災害の扱いを受けている。そもそも【蝗】の字は農作物を襲う蝗の惨害をどう防ぐか、救うかに「皇」帝の命がかかっているというので虫へんに皇と書くとする説があるほどで、政治と蝗害は密接に関わってきた。『貞観政要』巻第八・務農第三十にある唐の太宗が蝗を飲み込んで蝗害を止めたという伝説にも、その関係性が表れている。
鄧拓の1937年の著『中国救荒史』によると、秦漢代の蝗害は平均で8.8年おき、宋代には3.5年おき、元代には1.6年おき、明清代には2.8年おきであり、中国は世界規模で見ても蝗害を多く受けてきた地域の一つである。中国の蝗害のほとんどはトノサマバッタによるものである。
明末の農学者徐光啓は著書『除蝗疏』（ウィキソース）の中で「政府が非常時の食を蓄えておかずに飢餓の被害が広がったとすれば、それは人災というべきものである。飢餓の主因は3つ、洪水、旱魃、バッタである（國家不務畜積、不備兇饑人事之失也。兇饑之因有三、曰水、曰旱、曰蝗）」と述べている。旱魃の後には蝗害が発生しやすく、農作物の被害を一層大きくする。

## 歴史

### 殷周
古くは殷代の甲骨文にも蝗害の記録が見られる。
周代の詩篇『詩経』には「既方既皁、既堅既好。不稂不莠、去其螟螣。及其蟊賊、無害我田穉。田祖有神、秉畀炎火」とバッタの駆除の様子が詠われている。

### 漢代
紀元前175年（文帝6年）4月、旱魃と蝗害が起こっている（『漢書』文帝紀）。
この他に『後漢書』志第十五には建武22年、23年、28年、29年、30年、31年、中元元年、永平4年、15年、永元8年、9年、永初4年、6年、7年、元初元年、2年、延光元年、永建5年、永和元年、永興元年、2年、永壽3年、延熹元年、熹平6年、興平元年、建安2年と連綿として蝗害が起きた様子が綴られている。
後漢の思想家王充は著書『論衡』巻16の中に「虫食穀者、部吏所致」と記載している。また蔡邕は「蝗者、在上貪苛之所致也」と自説を述べている。

### 魏晋南北朝時代
西晋の永嘉4年（310年）、幽并司冀秦雍六州で蝗害が発生。東晋の建武元年（317年）にも司冀并青雍の五州に蝗害が発生したとする（『晋書』）。
北魏の孝文帝の時期、癸亥（483年）、営州で蝗害が発生したので、詔を下し、官庫を開いて窮民を救済した旨の記述がある（『北史』巻二・魏本紀第二）。

### 唐代
623年の記録として「夏にバッタが発生し、作物を食い荒らして民を苦しめた。儒学者は、祭礼を怠っているから旱魃が起こり、魚貝が害虫に変わったのだと主張した」と書かれている（『新唐書』）。
628年（貞観2年）、首都長安に旱魃が起こり、飛蝗も大発生した。『貞観政要』には皇帝太宗自身が視察を行った様子が書かれている。
715年、淮河流域で「羽音、風雨の如し（声如風雨）」というレベルで飛蝗が大発生し、当時の宰相の姚崇は汴州刺史の倪若水に命じてその駆除を実施し、その量は14万石（約2万5千立方メートル）に上っている。
716年に山東諸州に蝗害が発生している（『通典』巻7）。
737年、邢州に飛蝗が発生したが、鳥がこれを捕食したために被害は抑えられている（『新唐書』）。
784年4月、「春からの大規模な旱魃で麦が枯れ、苗が育たず、関中でバッタが発生した」と記録されている。
785年は、「夏にバッタが発生し、東は海から西は黄河の上流まで、10日以上にわたって群れが天を覆った。草木や家畜に群がり、死骸が道を塞いだ」と記されている（『旧唐書』）。
839年6月、「天下旱、蝗食田」（旱魃と蝗害）との記録がある（『旧唐書』）。この年の前後は蝗害が酷かったらしく、中国の記録ではないが、慈覚大師（円仁）著の『入唐求法巡礼行記』の開成5年（840年）の箇所には「青州ではここ3・4年蝗害が起こっている（正月二十一日）」「いなごの群れが穀物をすべて食い尽くし路上足の踏み場も無い（八月十日）」などの記録がある。

### 五代十国時代
907年、後梁で「許陳汝蔡潁の五州でバッタが発生したが、鳥の大群がこれを皆食べた」という蝗害が起こっている。
928年夏六月、後唐で「バッタが天を覆い、昼から暗くなった」という蝗害が起こっている（『十国春秋』呉越忠懿王世家）。
949年、後漢に宋州で「蝗一夕抱草而死、差官祭之」という害が起こっている。安徽大学の周懐宇は2000年、これを人間が生態系に影響を与えたためと説明している。

### 宋代
960年から961年、蝗害が発生しており、その後も986年、992年、996年、1016年、1034年、1098年、1165年に蝗害が起こっている（『宋史』）。
南宋に理学者としても活躍していた朱熹は、晩に火を焚いて飛蝗を誘い込む方法を提案している。

### 元代
1262年を始めに、しばしば蝗害が報告されている。特に1270年の被害は大きく、南京（開封府）・河南諸路が襲われている（『元史』）。また、1333年には長雨による黄河の氾濫・蝗害・旱魃と言った天変地異が頻発し、そのためにクマネズミが欧州へ移動したとする説がある。
また、『大元聖政国朝典章』には蝗害予防の方法が記されており、村（当時は社と記した）単位での管理や予防が共同体約定と言う形式で事実上義務化されていたことがわかる。

### 明代
開国皇帝朱元璋の「御製皇陵碑」には「値天無雨、遺蝗騰翔。里人缺食、草木為糧」（雨が無く、バッタが大発生したため、民は食うものが無くなり草木まで食べた）と、元末の蝗害が社会に大きな影響を与えた旨が記されている。
1372年を始めにしばしば蝗害が報告されており、明初から1402年の「首都の天を飛蝗が蔽い、10日間以上続いた」、1434年の「両畿・山西・山東・河南に地面に数尺ものバッタが降り積もり、農被害が起きた」との記録がある（『明史』）。
1630年6月9日、徐光啓は著書『屯塩疏』の第3編を『除蝗疏』として対策を記し、後に『農政全書』に編入された。
明末の1638年には「両京・山東・河南で大旱蝗（旱魃と蝗害）」、1640年には「両京・山東・河南・山西・陝西で大旱蝗」、1641年には「両京・山東・河南・浙江で大旱蝗」と報告されており、国力を大きく疲弊させた（1644年に明は滅亡している）。

### 清代
1646年に延安・安定・欒城を飛蝗が襲い、天を覆うほどであったという（『清史稿』）。
1684年、陳芳生が『捕蝗考』を著している。また同じ1684年、「渠県に数万石の虫が発生した。バッタに似ているが色が黒く、頭が鋭く、翅が長く、いやな臭いがする」と記されている（『清史稿』）。
近代になったこともあり記録も増えており、『清史稿』には「秋、徐州鄰県にバッタが侵入したが、農被害を与える前に皆死んでしまった」（1716年）、「夏、泗陽西郷の柴林湖にバッタが来て地面に数寸降り積もったため、兵士が怯えた。」（1732年）、「河南にバッタが来たが皆すぐ死んだため被害にはならなかった」（1740年）、「バッタが発生したため、4月までに植物は皆枯れてしまった」（1787年）などの記録がある。
さらには「柳、慶上年早蝗過重、一二不逞之徒倡乱、飢民随従搶奪、比比皆然」（1852年、『論粤西賊情兵事始末』）、「夏、武郡蝗虫蔽日」（1853年、咸豊『武定府志』）、「七月、蝗従南来、飛蔽天日、集田害稼」（1855年、宣統『重修恩縣誌』）の記録がある。
1856年の蝗害は「蝗害により、鳥の数がめっきり減り、妻に売春させる男が増えた」（1856年、民國『欽縣縣誌』）、「5月に飛蝗が野を覆い、農作物を食った」（1856年、民國『定陶縣誌』）、「安徽皖北の旱魃により飛蝗が発生し、農作物を食い荒らした」（1856年、民國『太和縣誌』）、「8月、昌平、邢台、香河、順義、武邑、唐山で飛蝗が発生した」（『清史稿』）と多くの記録がある。
続いて「秋7月、飛蝗が戻ってきて天を覆い、農作物に大被害を与えた」（1857年7月、雍正『遼州志』）、「嵐が発生しえて飛蝗は草に止まったまま死んだ」（1877年、清史稿）との記録がある。
この清代の蝗害に関しては、中国では光緒14年（1888年）に顧彦が『治蝗全法』を記した。また、同じ清代に『捕蝗要訣』と言う防除法を記した書物が現存している。
日本では楢木野宣が『嘉慶年間における水害と蝗害の一例』と言う論文を執筆するだけの資料が残っている。

### 近現代
1942年の河南旱魃でも飛蝗が大量発生した。
1958年に大躍進政策で四害駆除運動を推奨しスズメを大量に駆除した結果、ハエ、カ、イナゴ（蝗害）、ウンカなどの害虫の大量発生を招いた（中華人民共和国大飢饉）。
2005年夏には海南省を飛蝗が襲っており、1平方メートルあたり350-500匹、飛来面積は220万畝に上った。これは海南省が出来て以来最悪の記録となった。そのうちの農地は100万畝であり、この年の稲の収穫はほぼ絶望的となった。被害を与えたのはトノサマバッタの一種、東亜飛蝗(Locusta migratoria manilensis)であった。

## 原文
1. ↑  「夏州蝗。蝗之殘民、若無功而祿者然、皆貪撓之所生。先儒以為人主失禮煩苛則旱、魚螺變為蟲蝗、故以屬魚孽」
2. ↑  「自春大旱、麦枯死、禾無苗、関中有蝗」
3. ↑  「夏、蝗、東自海、西盡河隴、群飛蔽天、旬日不息；所至、草木葉及畜毛靡有孑遺、餓殍枕道」
4. ↑  「大蝗蔽日而飛、晝為之黑、庭戸衣帳悉充塞」
5. ↑  「渠県有虫数万斛、似蝗、黒色、頭鋭、有翅、嗅之甚臭」
6. ↑  「徐州鄰県秋蝗入州界、不食禾皆抱草而斃」
7. ↑  「泗陽西郷柴林湖夏蝗蝻遍地、厚数寸。官兵惶懼、旋尽抱草僵死」
8. ↑  「河南蝗来境、抱草而死、不為災」
9. ↑  「蝻起、至四月皆依草附木而枯」
10. ↑  「夏、蝗虫又起、飛翳天日、棲樹枝折、復値歳飢、木葉草亘、人虫争相取食、衰鴻遍野、売男鬻女」
11. ↑  「五月、飛蝗遍野。六月、蝻生、食稼害稼」
12. ↑  「（安徽皖北大旱）旱、飛蝗大至、食稼幾盡」
13. ↑  「八月、昌平蝗、邢台蝗、香河、順義、武邑、唐山蝗」
14. ↑  「秋七月至望復返、群飛蔽日、食稼太甚」
15. ↑  「大風雨、蝗抱草斃」